# Stefano Baldini
Stefano Baldini (Castelnovo di Sotto, 25 mei 1971) is een voormalige Italiaanse langeafstandsloper, die gespecialiseerd was in de marathon. Hij werd olympisch kampioen en tweemaal Europees kampioen in deze discipline. Daarnaast werd hij wereldkampioen op de halve marathon en meervoudig Italiaans kampioen op diverse afstanden. Hij is bovendien in het bezit van de Italiaanse records op de 10 km, 15 km en de marathon.

## Biografie

### Junioren
Baldini is afkomstig uit een groot gezin met elf kinderen, van wie enkele oudere broers ook aan atletiek deden Zijn oudere broer Marco heeft op de marathon 2:16.32 als beste tijd staan. Zelf begon hij al op jeugdige leeftijd met hardlopen, waarbij hij zich in eerste instantie richtte op de 5000 en 10.000 m en het veldlopen. In 1990 kwam hij voor het eerst uit in internationale wedstrijden. Zo nam hij op de 5000 m deel aan de wereldkampioenschappen voor junioren en werd daarin zesde, terwijl hij op het gebied van het veldlopen op de wereldkampioenschappen veldlopen uitkwam in de wedstrijd voor junioren, waarin hij op een dertiende plaats eindigde.

### Wereld- en Europees kampioen
In 1994 nam Baldini voor de eerste maal deel aan een groot seniorenkampioenschap, de Europese kampioenschappen in Helsinki, maar zijn klassering op de 10.000 m, een twintigste plaats, was bescheiden. Een jaar later kwam hij op de wereldkampioenschappen in Göteborg met een achttiende plaats niet veel verder. Daarentegen was in datzelfde jaar zijn debuut op de marathon veelbelovend; in de marathon van Venetië werd hij zesde in 2:11.01.
In 1996 behaalde Stefano Baldini zijn eerste grote succes bij de senioren door wereldkampioen op de halve marathon te worden. Dat jaar plaatste hij zich ook voor de Olympische Spelen van Atlanta, waar hij deelnam aan de 5000 en de 10.000 m. Op het eerste onderdeel sneuvelde hij al in de voorrondes en op de 10.000 m werd hij achttiende.
Twee jaar later werd hij Europees kampioen op de marathon in Boedapest. Met een tijd van 2:12.01 bleef hij zijn landgenoten Danilo Goffi (zilver; 2:12.11) en Vincenzo Modica (2:12.53) nipt voor.
Het was nu wel duidelijk: de toekomst van Baldini lag op de weg, niet op de baan.

### Olympisch kampioen
Toch duurde het nog even, voordat de Italiaan zijn aanleg voor de wegatletiek ook op olympisch niveau ten toon kon spreiden. Op de Spelen van Syney in 2000 nam hij deel aan de marathon, maar haalde hij vanwege een blessure de finish niet. Vier jaar later, op de Olympische Spelen van Athene, ging het hem echter veel beter af, want daar werd hij op de marathon olympisch kampioen in een tijd van 2:10.55. Hij versloeg met deze tijd de Amerikaan Meb Keflezighi (zilver; 2:11.29) en de Braziliaan Vanderlei de Lima (brons; 2:12.11). Dat jaar werd aan hem ook de Abebe Bikila Award uitgereikt. Dit is een prijs die jaarlijks wordt uitgereikt door de New York Road Runners Club aan diegene, die het meest heeft bijdragen aan het langeafstandslopen dat jaar.

### Tweede Europese titel en afscheid
In 2006 nam Baldini deel aan de marathon op de Europese kampioenschappen in Göteborg. Hier won hij voor de tweede maal in zijn sportcarrière de Europese titel. Later dat jaar werd hij zesde op de New York City Marathon. Op 4 november 2007 finishte hij net buiten het podium met een vierde plaats op de New York City Marathon in 2:11.58.
In 2008 nam Baldini voor de vierde maal in zijn carrière deel aan de Olympische Spelen. Nadat hij op de marathon in Peking als twaalfde was beëindigd in 2:13.25, deelde de Italiaan mee dat hij zijn atletiekloopbaan als beëindigd beschouwde. Toch besloot hij nadien om op de EK in 2010 zijn in 2006 behaalde Europese marathontitel te verdedigen. Dit mislukte echter; halverwege de race moest hij de strijd staken. Op 6 oktober 2010 kondigde Stefano Baldini vervolgens zijn definitieve afscheid van de wedstrijdsport aan. In de Giro al Sas in Trente, een wedstrijd die hij driemaal had gewonnen, nam hij op 9 oktober 2010 definitief afscheid van zijn fans.

### Privé
Baldini is getrouwd met Virna De Angeli, voormalig Italiaans recordhoudster op de 400 m, met wie hij twee dochters heeft.

## Titels
- Olympisch kampioen marathon - 2004
- Wereldkampioen halve marathon - 1996
- Europees kampioen marathon - 1998, 2006
- Italiaans kampioen 10.000 m - 1993, 1994, 1995, 1996, 2001, 2002
- Italiaans kampioen 10 km - 2010
- Italiaans kampioen halve marathon - 1995, 1998, 2001, 2004, 2006, 2009

## Persoonlijke records
Baan
| Onderdeel | Prestatie | Datum        | Plaats     |
| --------- | --------- | ------------ | ---------- |
| 3000 m    | 7.43,14   | 12 juli 1996 | Bellinzona |
| 5000 m    | 13.23,43  | 5 juni 1996  | Rome       |
| 10.000 m  | 27.43,98  | 29 mei 1996  | Bratislava |

Weg
| Onderdeel      | Prestatie    | Datum            | Plaats   |
| -------------- | ------------ | ---------------- | -------- |
| 10 km          | 28.10 (NR)   | 17 augustus 2002 | Arco     |
| 12 km          | 33.17        | 31 januari 2001  | Catania  |
| 15 km          | 44.09 (NR)   | 16 november 2008 | Nijmegen |
| halve marathon | 1:00.50      | 12 juni 2000     | Malmö    |
| 30 km          | 1:29.59      | 14 april 2002    | Londen   |
| marathon       | 2:07.22 (NR) | 23 april 2006    | Londen   |

## Palmares

### 3000 m
- 1996: 4e Formia Meeting - 7.46,15
- 2001:  Italiaanse kamp. in Ravenna - 7.56,16
- 2002: 5e Spitzenleichtatletik in Luzern - 7.53,76
- 2002:  Meeting Citta di Pergine in Pergine Valsugana - 7.48,04

### 5000 m
- 1990: 6e WK U20 - 13.54,38
- 1991:  Quercia d'oro in Rovereto - 14.00,76
- 1991: 5e Middellandse Zeespelen in Athene - 13.53,15
- 1991:  Italiaanse kamp. in Cesenatico - 14.13,35
- 1993: 5e Middellandse Zeespelen in Narbonne - 14.06,69
- 1994: 4e FRA-FIN-ITA Meeting in Cagliari - 14.11,43
- 1996: 8e ½ fin. OS - 14.06,45 (series 13.55,41)

### 10.000 m
- 1993:  Fidal Estate in Bologna - 28.46,8
- 1993:  Italiaanse kamp. in Bologna - 28.25,98
- 1994:  Italiaanse kamp. in Brescia - 28.46,59
- 1994:  World Games in Helsinki - 27.57,86
- 1994: 20e EK in Helsinki - 28.41,82
- 1995:  Italiaanse kamp. in Rubiera - 28.14,2
- 1995:  Eurocup A in Villeneuve d'Ascq - 28.45,77
- 1995: 18e WK - 28.08,39 (series 27.50,27)
- 1996:  Italiaanse kamp. in Pietrasanta - 28.19,60
- 1996: 4e Slovnaft in Bratislava - 27.43,98
- 1996: 18e OS - 29.07,77 (series 27.55,79)
- 1997: 9e WK in Athene - 28.11,97 (series 28.07,81)
- 1998:  Rubiera in Regio Emilia - 28.33,7
- 1998: 5e Memorial Josefa Odlozila in Praag - 27.55,92
- 2001:  Italiaanse kamp. in Camaiore - 28.21,38
- 2002:  Italiaanse kamp. in Valmontone - 28.17,55
- 2002: 4e EK in München - 27.50,98
- 2006:  Meeting Regionale su Pista in Modena - 28.57,72

### 5 km
- 2003:  Quattro Porte in Reggio Emilia - 14.04
- 2007:  Corri Trieste - 13.56

### 10 km
- 1994:  Corsa dei Fagioli in Arceto -
- 1995:  La Matesina in Bojano - 29.17
- 1997:  Corsa delle Stelle in Pallanza - 28.39
- 1998:  Tr Ricci in Corva di Porto sant'Elpid - 29.24
- 1998:  Memorial Pepe Greco in Scicli - 29.17
- 2002:  Scalata al Castello in Arezzo - 28.53
- 2002:  Gonnesa Corre -
- 2002:  Giro Podistico Città di Arco - 28.10
- 2002: 5e San Silvestro Boclassic in Bolzano - 29.17,2
- 2003:  Circuito di Molinella - 29.05
- 2003:  Tr Ricci in Corva di Porto sant'Elpid - 26.31
- 2003:  Giro Podistico Città di Arco - 29.13
- 2004:  Scalata al Castello in Arezzo - 29.08
- 2004:  Tr Ricci in Corva di Porto sant'Elpid - 28.10
- 2004:  Memorial Peppe Greco in Scicli - 29.09
- 2004: 5e Corrida van Houilles - 28.44
- 2004:  San Silvestro Boclassic in Bolzano - 28.23,8
- 2005: 4e Mattoni Grand Prix in Praag - 29.31
- 2005:  Top Runners in Piazzetta in Capri - 30.09
- 2005:  Memorial Peppe Greco in Scicli - 29.36
- 2005:  Giro al Sas in Trento - 28.16
- 2006:  Scalata al Castello in Arezzo - 29.36
- 2006:  Trofeo Ricci in Porto sant' Elpidio - 28.13
- 2006:  Giro al Sas in Trento - 28.43
- 2006: 5e Corsa Internazionale di San Silvestro in Bolzano - 28.43,3
- 2007:  Scalata al Castello in Arezzo - 29.52
- 2007:  Asics British London Run in Londen - 29.27
- 2007: 5e Memorial Peppe Greco in Scicli - 29.33
- 2008:  Asics British London Run in Londen - 30.06
- 2008: 5e Memorial Peppe Greco in Scicli - 29.46
- 2008:  Trofeo L Borghi in Campegine - 29.53
- 2008: 5e Corsa Internazionale di San Silvestro in Bolzano - 29.33,8
- 2009: 5e Trofeo Città di Telese Terme - 29.39
- 2009: 4e Bupa Great North in Sunderland - 29.40
- 2010: 5e Città di Pordenone - 29.18

### 15 km
- 2008: 7e Zevenheuvelenloop - 44.09,5

### 10 Eng. mijl
- 2006:  Montello - 47.45

### halve marathon
- 1992: 8e halve marathon van Erba - 1:04.59
- 1994:  halve marathon van Ravenna - 1:04.45
- 1995:  halve marathon van Camaiore - 1:02.32
- 1996: 5e halve marathon van Milaan - 1:01.15
- 1996:  WK in Palma de Mallorca - 1:01.17
- 1997:  halve marathon van Ostia - 1:00.56
- 1997:  halve marathon van Lissabon - 1:01.35
- 1997: 9e WK in Košice - 1:01.01
- 1998:  halve marathon van Foligno - 1:03.06
- 2001:  halve marathon van Turijn - 1:01.30
- 2001:  halve marathon van Arezzo - 1:03.03
- 2002: 4e Great North Run - 1:01.55
- 2003:  halve marathon van Ostia - 1:01.39
- 2004:  halve marathon van Ostia - 1:01.48
- 2004:  halve marathon van Napels - 1:02.44
- 2006:  halve marathon van Milaan - 1:01.14
- 2006:  halve marathon van Rubiera - 1:02.55
- 2006: 5e Great North Run - 1:02.42
- 2007: 7e halve marathon van Udine - 1:03.53
- 2007:  halve marathon van Granollers - 1:03.10
- 2007: 4e halve marathon van Milaan - 1:02.10
- 2007:  halve marathon van Reykjavik - 1:05.08
- 2009:  halve marathon van Verona - 1:04.49
- 2009: 4e halve marathon van Ravenna - 1:03.48

### marathon
- 1995: 6e marathon van Venetië - 2:11.01
- 1997:  marathon van Londen - 2:07.57
- 1997:  New York City Marathon - 2:09.31
- 1998:  marathon van Rome - 2:09.33
- 1998:  EK - 2:12.01
- 2000: 6e marathon van Londen - 2:09.45
- 2000: DNF OS
- 2001:  marathon van Turijn - 2:08.51
- 2001:  WK - 2:13.18
- 2001:  marathon van Madrid - 2:09.59
- 2002: 6e marathon van Londen - 2:07.29
- 2002: 5e New York City Marathon - 2:09.12
- 2003:  marathon van Londen - 2:07.56
- 2003:  WK - 2:09.14
- 2004: 4e marathon van Londen - 2:08.37
- 2004:  OS - 2:10.55
- 2005: 5e marathon van Londen - 2:09.25
- 2006: 5e marathon van Londen - 2:07.22
- 2006:  EK - 2:11.32
- 2006: 6e New York City Marathon - 2:11.33
- 2007: 4e New York City Marathon 2:11.57
- 2008: 12e marathon van Londen - 2:13.06
- 2008: 12e OS - 2:13.25
- 2010: DNF EK

### veldlopen
- 1990: 13e WK junioren in Aix-les-Bains - 23.30
- 1995: 90e WK in Durham - 36.30
- 1996: 48e WK in Stellenbosch - 36.06
- 1999: 10e EK in Velenje - 34.08
- 2002: 5e Italiaanse kamp. in Modena - 35.46
- 2004: 5e Italiaanse kamp. in Rome - 37.24

## Onderscheidingen
- Abebe Bikila Award - 2004

1896: Spiridon Louis ·
1900: Michel Théato ·
1904: Thomas J. Hicks ·
1908: John Hayes ·
1912: Kenneth McArthur ·
1920: Hannes Kolehmainen ·
1924: Albin Stenroos ·
1928: Ahmed Boughéra El Ouafi ·
1932: Juan Carlos Zabala ·
1936: Sohn Kee-chung ·
1948: Delfo Cabrera ·
1952: Emil Zátopek ·
1956: Alain Mimoun ·
1960: Abebe Bikila ·
1964: Abebe Bikila ·
1968: Mamo Wolde ·
1972: Frank Shorter ·
1976: Waldemar Cierpinski ·
1980: Waldemar Cierpinski ·
1984: Carlos Lopes ·
1988: Gelindo Bordin ·
1992: Hwang Young-cho ·
1996: Josia Thugwane ·
2000: Gezahegne Abera ·
2004: Stefano Baldini ·
2008: Samuel Wanjiru ·
2012: Stephen Kiprotich ·
2016: Eliud Kipchoge ·
2020: Eliud Kipchoge ·
2024: Tamirat Tola
- World Athletics: 14199529
- Istituto Centrale per il Catalogo Unico: UBOV970544
- Virtual International Authority File: 315531610